# Капиталистическая партия Южной Африки
Капиталистическая партия Южной Африки (ZACP) — южноафриканская политическая партия. Партия основана 17 марта 2019 года в Rand Club в Йоханнесбурге, Южная Африка. Партия была основана Кантаном Пиллэй, Романом Кабанаком, Нео Куахо, Гидеоном Жубером, Унати Кваза, Дунканом Маклеодом, Синдилом Вабаза, Луисом Нелом, Катлего Мабусела и Думо Денга.

## Основные принципы
Десять основных принципов партии были изложены Кантаном Пиллэй на презентации 17 марта 2019 года.
1. Свобода
2. Равенство
3. Терпимость и защита свободы выражения мнений
4. Права частной собственности, охраняемые законом
5. Верховенство права
6. Право на труд
7. Право быть в безопасности в своей собственности и защищаться от злоумышленников
8. Свободный рынок и Свободные международные торговые отношения
9. Огнестрельное оружие для самообороны
10. Братство[2][3][4]

Логотип партии — фиолетовая корова, созданная местной художницей Сарой Бриттен.

## Результаты выборов
Партия участвовала в выборах 2019 года только на национальном уровне, не получив ни одного места.

### Общенациональные выборы
| Выборы | Всего голосов | Доля голосов | Места   |
| ------ | ------------- | ------------ | ------- |
| 2019   | 15 915        | 0,09 %       | 0 / 400 |